# Ladislav Jiránek-Strana
Ladislav Jiránek-Strana, občanským jménem Ladislav Jiránek, (26. února 1883 Lužec nad Vltavou – 10. února 1952) byl český atlet – běžec, skokan do výšky a do dálky. Jeho bratrem byl malíř Miloš Jiránek.
Reprezentoval Čechy na Letních olympijských hrách 1912 v běhu na 100 m, ale nepostoupil z rozběhů.
Na Kaufmannově poháru v Brně v roce 1912, kde soutěžil v týmu Slavia Praha, vyhrál běh na 60, 220 a 440 yardů.
Dále zvítězil ve skoku do výšky a byl druhý v kouli.
Dodnes drží rekordy ve skoku do dálky z místa a do výšky z místa.